# 서울 명륜동 장면 가옥
서울 명륜동 장면 가옥은 서울특별시 종로구 명륜동에 있는 일제강점기의 건축물이다. 2007년 10월 1일 대한민국의 국가등록문화재 제357호로 지정되었다.

## 개요
이 가옥은 운석 장면(1899∼1966) 총리가 1937년 건립하여 거주했던 곳으로 안채를 비롯한 사랑채, 경호원실, 수행원실이 원형대로 잘 남아 있으며, 한식과 일식 그리고 서양식의 건축 양식이 혼합되어 있는 매우 독특한 양식을 보여주는 보기 드문 가옥이다.
장면은 일제강점기에 천주교의 교육운동과 문화운동을 이끌었고 광복 후에는 대한민국 건국에 일익을 담당하였으며, 국무총리 및 부통령을 역임한 정부요인으로, 이 가옥은 장면이라는 역사적 인물의 발자취가 남아 있고 광복 이후 정치사의 중심지였다는 점과 1930년대 주거양식을 보여주는 보기 드문 건축물이다.(제 2대 총리)

## 갤러리

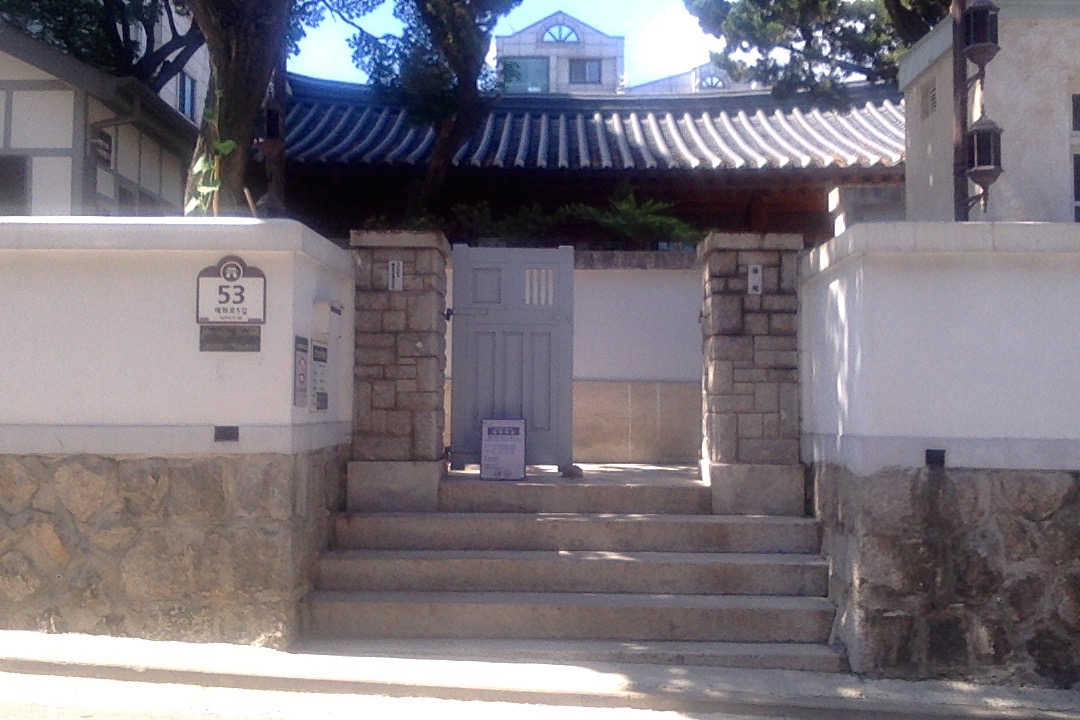
정문
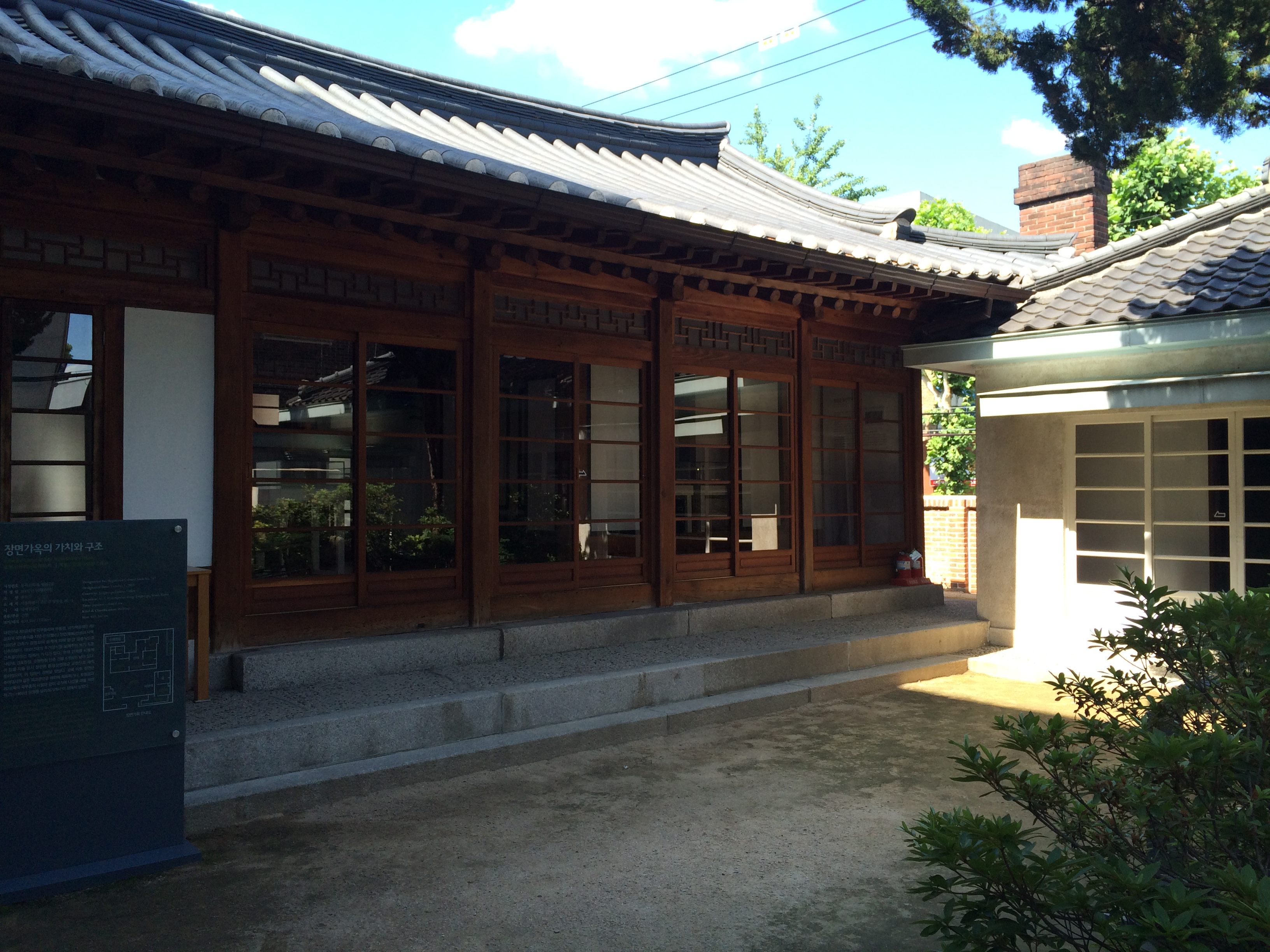
안마당

## 같이 보기
- 장면

## 참고 자료
- 서울 명륜동 장면 가옥 - 국가유산청 국가유산포털